# Mario Eggimann
Mario Eggimann (Brügg, Suiza, 24 de enero de 1981) es un exfutbolista suizo que jugaba de defensa.

## Biografía
Eggimann empezó su carrera como futbolista profesional en el F. C. Aarau. Jugó 4 temporadas en las que disputó 41 partidos de liga.
En 2002 probó suerte en Alemania, concretamente en el Karlsruher SC.
En 2009 fichó por el Hannover 96.
Fichó por el Unión Berlín para disputar la temporada 2013-14. Abandóno el club al término de la temporada 2014-15 y en octubre de 2015 anunció su retirada.

### Participaciones en Copas del Mundo
| Mundial                        | Sede      | Resultado      |
| ------------------------------ | --------- | -------------- |
| Copa Mundial de Fútbol de 2010 | Sudáfrica | Fase de grupos |

## Clubes
| Club          | País     | Año       |
| ------------- | -------- | --------- |
| F. C. Aarau   | Suiza    | 1998-2002 |
| Karlsruher SC | Alemania | 2002-2008 |
| Hannover 96   | Alemania | 2008-2013 |
| Unión Berlín  | Alemania | 2013-2015 |

## Palmarés

### Títulos nacionales
| Título        | Club          | País     | Año  |
| ------------- | ------------- | -------- | ---- |
| 2. Bundesliga | Karlsruher SC | Alemania | 2007 |